# Juan García Sentandreu
Pour les articles homonymes, voir Juan García (homonymie) et García.
Juan García Sentandreu, né en 1960, est un avocat et homme politique de la Communauté valencienne, où il est l'un des chefs de file actuels du mouvement anticatalaniste connu sous le nom de blavérisme.

## Biographie
Dans sa jeunesse militant au sein du syndicat étudiant phalangiste SEU et de FET y de las JONS, il est l'ex-président du groupuscule blavériste Grup d'Acció Valencianista (GAV), responsable de divers actes violents durant la Transition démocratique espagnole et fondateur de l'organisation régionaliste Nou Valencianisme. Proche du Parti populaire, il est le fondateur et actuel président du parti anticatalaniste Coalición Valenciana (CV), qui compte avec le soutien de secteurs proches d'Eduardo Zaplana, comme María Consuelo Reyna (ex-directrice du journal Las Provincias) ou Jesús Sánchez Carrascosa,.
Il a été mis en cause et reconnu coupable de dégradations volontaires et troubles à l’ordre public au cours de manifestations publiques du GAV ainsi que de violences physiques contre la numéro 2 de CV, l'ancienne fallera mayor Elena Muñoz,,,,,,,.
En 2007, il s'est porté candidat à la mairie de Valence, comptant parmi les mesures de sa campagne l'expropriation de l'association Acció Cultural del País Valencià de son siège, l'édifice El Siglo. Malgré un grand optimisme affiché, il n'obtint, en tant que tête de la liste de CV, que 5 615 votes (1.35%), résultat largement insuffisant pour obtenir un siège de conseiller.